# António José da Costa Raposo
António José da Costa Raposo (ur. 8 lutego 1948 w Santa Clara, zm. 3 marca 2024) – arcybiskup prymas Kościoła Starokatolickiego w Portugalii, ordynariusz diecezji portugalskiej Kościoła Starokatolickiego w Portugalii, były przewodniczący Światowej Rady Narodowych Kościołów Katolickich.
Antonio de Costa Raposo został wyświęcony na kapłana 25 marca 1978 r. w Stanach Zjednoczonych Ameryki. Pracował jako duszpasterz w Brazylijskim Katolickim Kościele Apostolskim. 28 listopada 1982 r. przyjął święcenia biskupie w Brazylii. W latach 1983–1984 biskup diecezji Nowa Anglia, a w okresie 1985–1986 biskup Toronto. Od 8 lutego 1988 r. zwierzchnik Kościoła Starokatolickiego w Portugalii. 
W latach 2003–2017 stał na czele Światowej Rady Narodowych Kościołów Katolickich, która powstała w opozycji do Unii Utrechckiej Kościołów Starokatolickich.